# Třeboň (zámek)
Třeboňský zámek patří k největším zámeckým komplexům v České republice. O jeho rozsahu svědčí více než 100 obytných místností. Budovy Třeboňského zámku tvoří západní čelo Masarykova náměstí, na které zámecký areál plynule navazuje. Díky své poloze na jihozápadní straně historického městského centra Třeboně, v těsném sousedství komplexu měšťanských domů Zlatá hvězda, tvoří tento honosný renesanční zámek neodmyslitelnou součást města. Je ve vlastnictví státu (správu zajišťuje Národní památkový ústav) a je přístupný veřejnosti.

## Historie

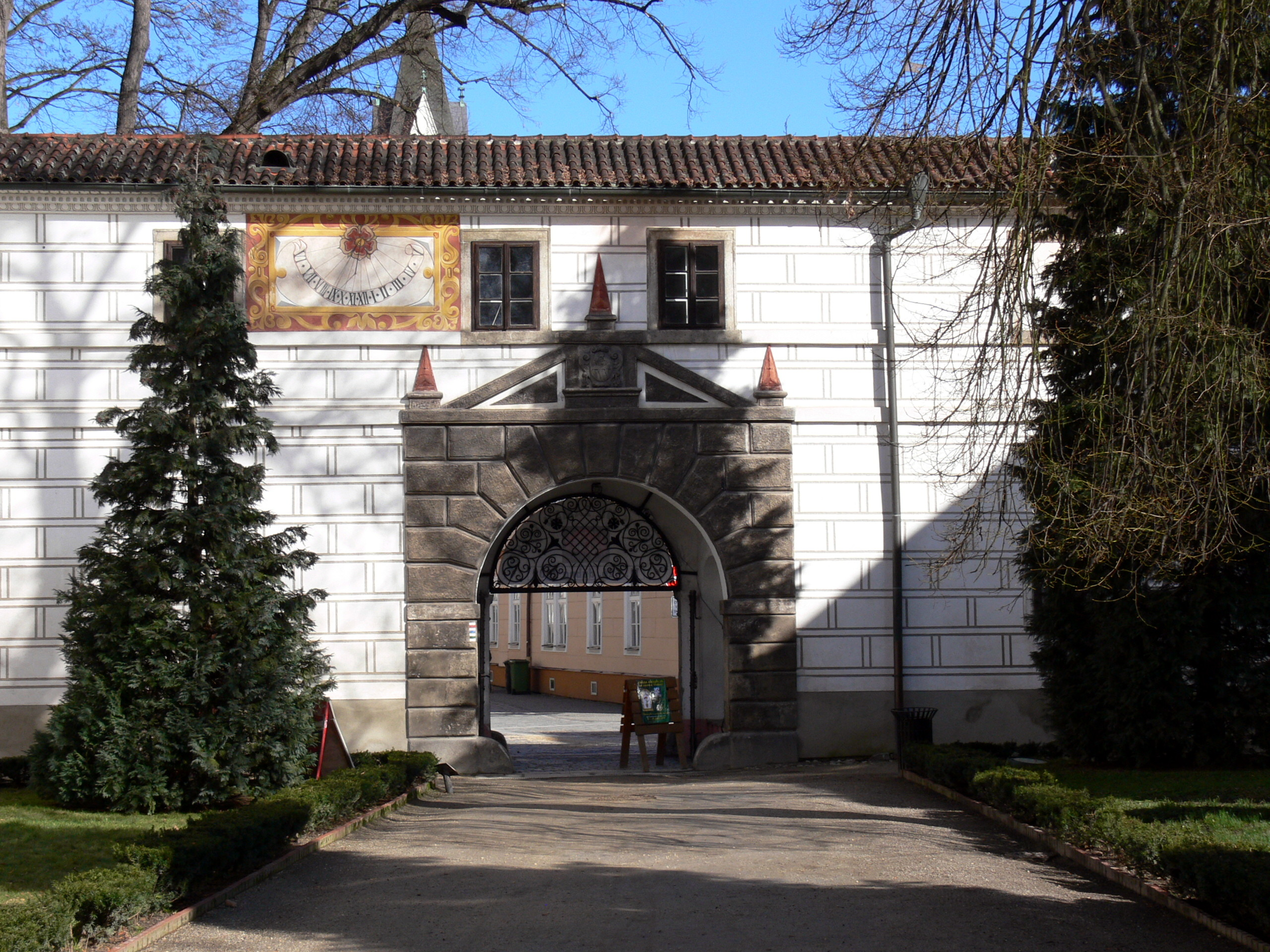
Severní brána z Masarykova náměstí

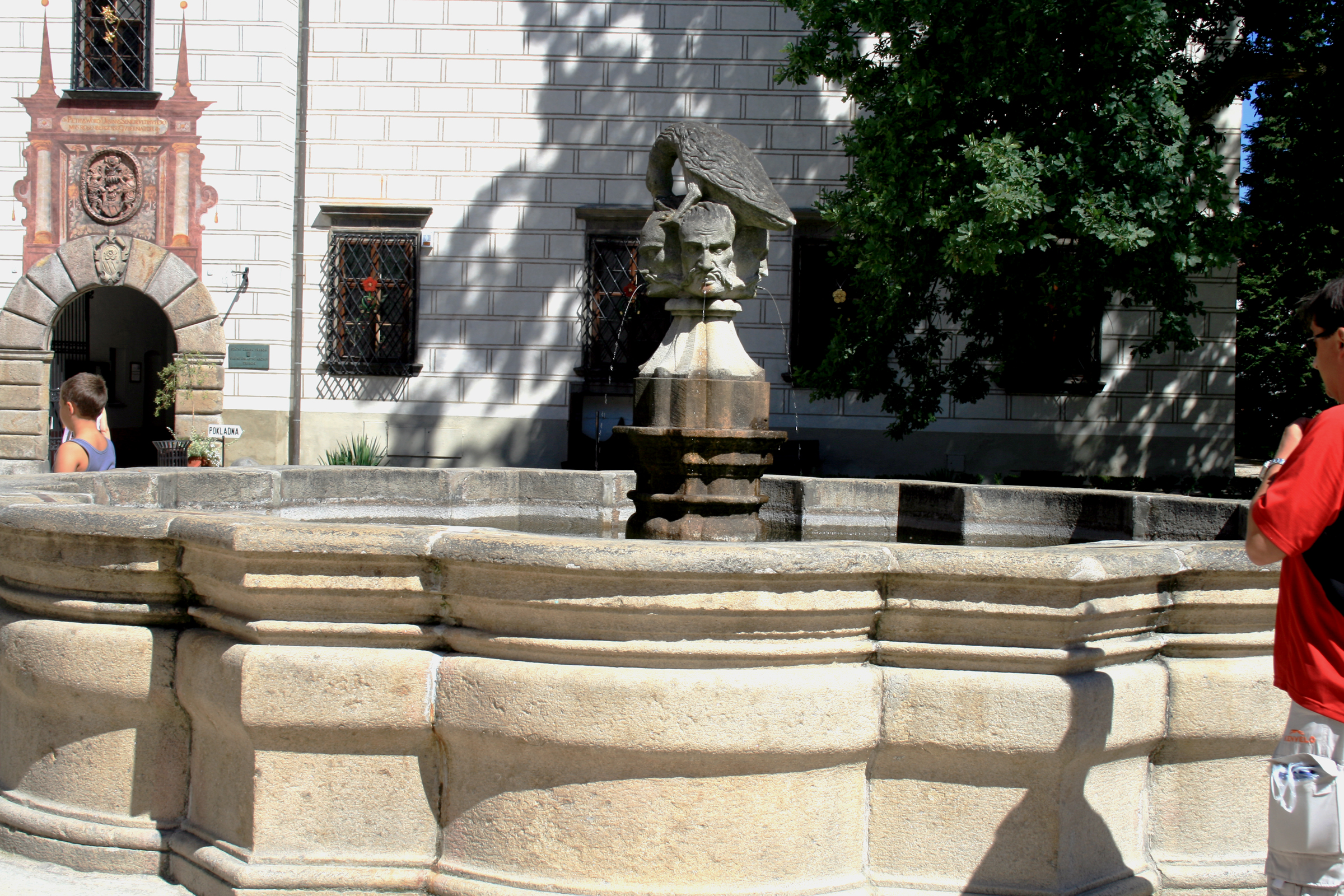
Kašna na nádvoří s plastikou havrana klovajícího Turka.

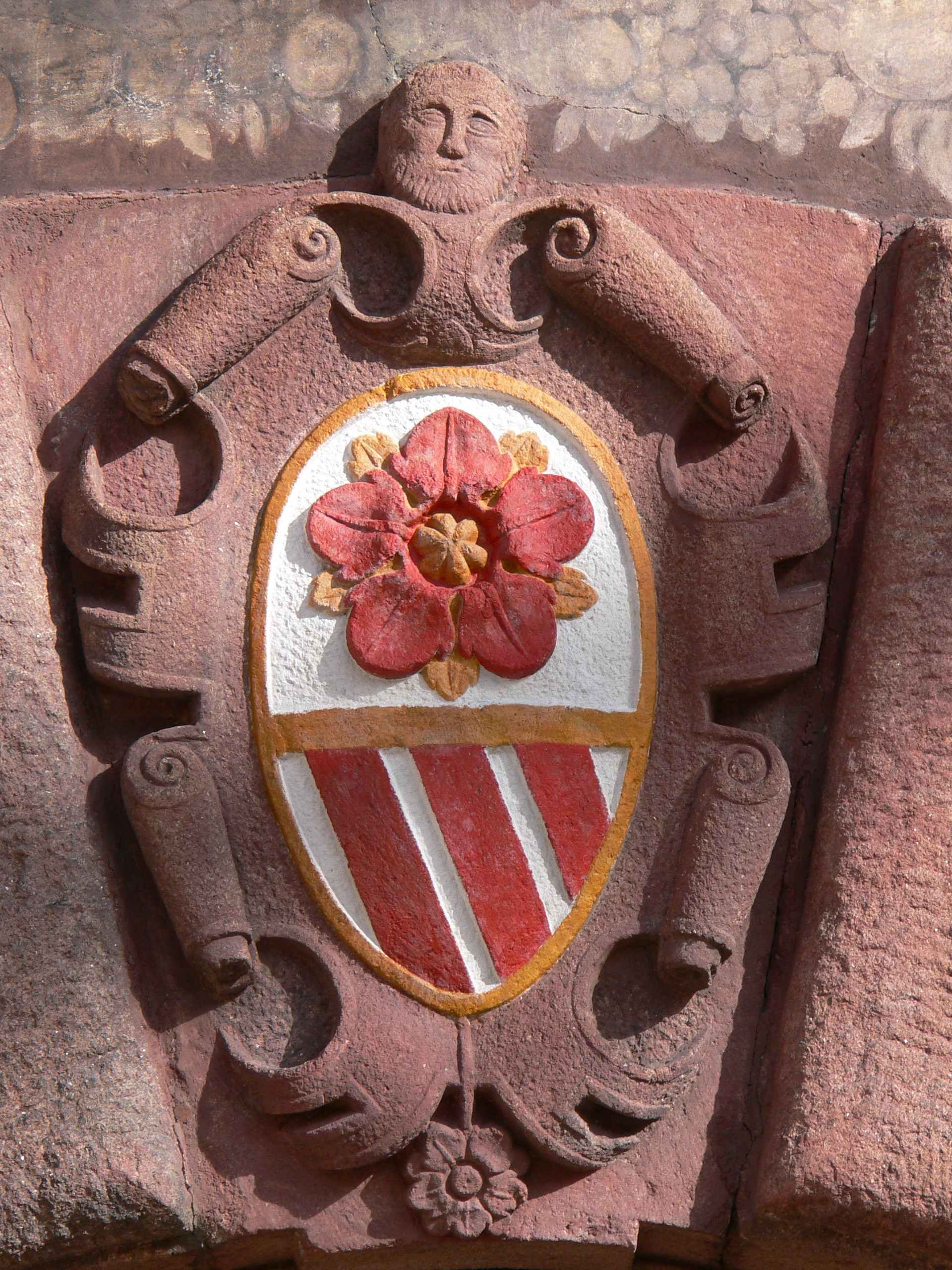
Pětilistá růže na zámecké bráně – znak rodu Rožmberků

Na místě dnešního zámeckého areálu stával původně panský dvorec, postupně přestavěný na tvrz a později kamenný hrádek. Roku 1366 Třeboň odkoupili od pánů z Landštejna jejich příbuzní, Rožmberkové a povýšili roku 1376 Třeboň na poddanské město (s právem měst královských), které se začalo rychle rozvíjet. Významné bylo i vybudování augustiniánského kláštera v bezprostřední blízkosti hrádku. Roku 1479 si Vok II. z Rožmberka vybral Třeboň za své sídelní město. Podstatně rozšířil budovy v dnešním severozápadním nároží a Jindřich VII. z Rožmberka dal následně přistavět východní a západní křídlo. Roku 1562 zachvátil město požár, který zasáhl i tento tehdejší hrad. Vilém z Rožmberka proto pověřil stavitele Antonína Ericera rozsáhlými přestavbami starých budov na renesanční zámek. Tato rozsáhlá přestavba probíhala v letech 1565–1575, kdy bylo celé západní zámecké křídlo prodlouženo na jih, na které navazovala spojovací část s bránou a věží, čímž bylo uzavřeno vnitřní nádvoří. Tuto přestavbu dokončil v době Petra Voka (jehož jméno Petrus Woko Ursini Gubernator je vytesáno na bráně) další významný architekt Dominico Benedetto Cometta z Eckthurnu. Roku 1602 Petr Vok z Rožmberka si zvolil Třeboň za své sídelní město a centrum zbytku Rožmberského dominia.
Po úmrtí posledního z Rožmberků, Petra Voka, jenž na zámku zemřel 6. listopadu 1611) zdědili zámek Švamberkové, kteří přišli o většinu svého majetku po bitvě na Bílé hoře. Roku 1621 proto bylo třeboňské panství zkonfiskováno císařem Ferdinandem II.
Další mocný rod, Schwarzenbergové, kteří Třeboň vlastnili od roku 1660, obohatili zámek barokními dostavbami, především na vnějším nádvoří. Po pozemkové reformě ve 20. letech 20. století byla Schwarzenbergům vyvlastněna (za finanční náhradu) podstatná část jejich majetku. Z třeboňského panství jim zůstala pouze budova zámku (zámecký areál s příslušenstvím), která byla v letních měsících pronajímána jako hotel. Kníže sem dojížděl vlakem do zastávky Třeboň-Lázně, kde na něho čekal kočár (leckdy musel zastat i roli vozky, když se kočí posílil v blízkém penzionu na třídě Legií - dnes Dukelské). V zimě zde Schwarzenbergové trávili vánoční svátky a Nový rok. Knížecí rod Schwarzenbergů vlastnil zámek až do roku 1940, kdy jej zabralo gestapo. Po válce v roce 1945 byla pro zámek zavedena národní správa a v roce 1947 byl třeboňský zámek znárodněn.
Vnější nádvoří obklopují renesanční hospodářské a správní budovy. Většinu fasád zdobí sgrafita. Na nádvoří stojí kašna z roku 1712, postavená podle návrhu Paollo Ignatia Bayera, s pozoruhodnou plastikou havrana klovajícího Turka. Připomíná vítězství Adolfa Schwarzenberga nad Turky u Raabu. Tento motiv se objevuje také v rodovém erbu Schwarzenbergů.
Pozoruhodné jsou i brány do velkého (vnějšího) zámeckého nádvoří, Jižní, zastavěná do zámeckého areálu (směrem ke katovně, psí kuchyni a městskému gotickému opevnění), renesanční Severní do Masarykova náměstí a východní u Hamiltonova paláce vedoucí do Krčínovy ulice k domu Krčínovu, bývalé třeboňské synagoze (Třeboň I čp. 50), židovské škole (čp. 49/I) a protější Zámecké restauraci na Kozím rynku (Žižkově náměstí). Tato místa navštívil též při své první oficiální návštěvě Třeboně v roce 1919 prezident Masaryk.
Západní brána ze zámeckého velkého nádvoří je mřížová, otevřená do zámeckého parku , mezi zámeckými západními trakty poblíž altánu. Severní brána je ze strany Masarykova náměstí datována vpravo vedle vstupu l.p. 1607 (vystavěno léta páně syna božieho MDCVII) a vlevo nahoře je vypsáno jméno stavebníka "Petr Wok Ursin, poslední Wladař domu Rožmberského". Na reversu brány ve velkém zámeckém nádvoří jsou z pohledu do Masarykova náměstí vlevo nahoře pěkné původní sluneční hodiny.
Zámecký park má kromě mřížové brány zámecké u altánu ještě velkou mřížovou dvojbránu s brankou do Sokolské ulice, mřížovou bránu ke katovně, další tři branky pro pěší, bránu se schodištěm ke Světu, bránu s mostem k městské knihovně a renesanční bránu sklenutou roku 1600 (datována na portále) se schodištěm do Masarykova náměstí u Zámecké cukrárny a lékárny (bývalá Stará břilická, jíž vedla dříve silnice ve směru z Masarykova náměstí na České Budějovice). Na straně Masarykova náměstí je toto schodiště kryto renesanční valenou klenbou se sgrafitovou výzdobou datovanou 1569, se dvěma nikami pro sochy na obou stranách, z nichž jedna se zřejmě nenávratně ztratila v době normalizace.

## Současnost
| Rok  | Počet návštěvníků |
| ---- | ----------------- |
| 2012 | 38 459            |
| 2013 | 33 873            |
| 2015 | 44 418            |
| 2016 | 45 478            |
| 2017 | 42 880            |
| 2018 | 46 802            |

Státní zámek Třeboň, který je od roku 1958 národní kulturní památkou dnes spravuje Národní památkový ústav, Územní odborné pracoviště v Českých Budějovicích. Zámek Třeboň je šestým nejnavštěvovanějším objektem ze třinácti kulturních památek ve správě Národního památkového ústavu v Jihočeském kraji, jeho návštěvnost v roce 2014 činila přes 41 tisíc lidí, v předchozích letech kolísala mezi necelými 34 tisíci lidí (2013) a více než 45 tisíci lidí (2011).
Zámek dnes nabízí svým návštěvníkům 3 prohlídkové trasy a historické expozice:
- Rožmberské renesanční interiéry
- Soukromá schwarzenberská apartmá
- Konírna, psí kuchyně a kasematy

Součástí zámeckého areálu je také přírodovědná expozice Dům přírody Třeboňska (do roku 2010 byl název expozice Třeboňsko – krajina a lidé), která je stálou expozicí s návštěvnickým střediskem. Je věnována přírodě a krajině CHKO Třeboňsko, lázeňství, rybníkářství a vývoji hospodářského využívání krajiny.
Větší část třeboňského zámku dnes zaujímají depozitáře Státního oblastního archivu. Nachází se zde mimo jiné i rožmberský archiv, který je jedním z nejcennějších evropských šlechtických archivů, který i do budoucna zůstane na svém stálém místě v tzv. Dlouhé chodbě. Podstatná část archiválií se však bude stěhovat do městským úřadem v Třeboni uvolněných prostor západního areálu bývalého Augustiniánského kláštera, čímž se zpřístupní i další část zámku široké veřejnosti. Řada archiválií je uznána za kulturní památky; nejstarší uložená listina pochází z roku 1184.
Třeboňský zámek je hojně využíván pro různé kulturní události (koncerty, výstavy, divadelní a taneční vystoupení, apod.) a svatební obřady. Pro tyto účely byl v roce 2005 zrekonstruován Schwarzenberský sál, který disponuje kapacitou až 80 míst, která plně vyhovují požadavkům zájemců. Tento prostor je vhodný ke konferenčním a přednáškovým účelům, pořádání firemních akcí a nejrůznějších kulturních pořadů. Nedávný srpnový koncert (2013) Tomáše Kluse zhlédlo v zámeckém parku přes pět tisíc diváků.

## Zámecký park
Zámecká zahrada začala vznikat za Petra Voka z Rožmberka koncem 16. století díky jeho zájmu o exotické rostliny a dřeviny, a také díky jeho snaze vybudovat kolem sebe příjemné prostředí. Petr Vok nechal přeložit silnici vedoucí Břilickou (Budějovickou) městskou branou a v získaném prostoru mezi dnešní Sokolskou ulicí a zámeckým křídlem vybíhajícím do parku vznikla upravená zahrada. Zahrada byla zničena během Třicetileté války, později byla různě obnovována.
Zásadní změnu pro úpravu zahrady do nynější podoby anglického krajinářského parku znamenal až rok 1804, kdy došlo k vysázení velké kolekce stromů a dalších dřevin. K následnému obohacení parku o exotické rostliny, květinový parter a bazének s vodotryskem, došlo v období, kdy zámek vlastnil kníže Jan Adolf II. ze Schwarzenbergu. Podoba parku se pak zřejmě příliš nelišila od současného stavu.
Pro širokou veřejnost byl park otevřen až po roce 1945, avšak byl včetně altánu využíván již za první republiky u příležitosti hospodářských výstav, kdy v altánu vyhrávala Dušákova kapela. K výraznější obnově došlo v 50., 70. a 90. letech. Zámecký park je v současnosti oblíbeným místem odpočinku třeboňských občanů, turistů i lázeňských hostů a zaujímá významné postavení v reprezentaci samotného zámku i celého lázeňského města.

## Fotogalerie

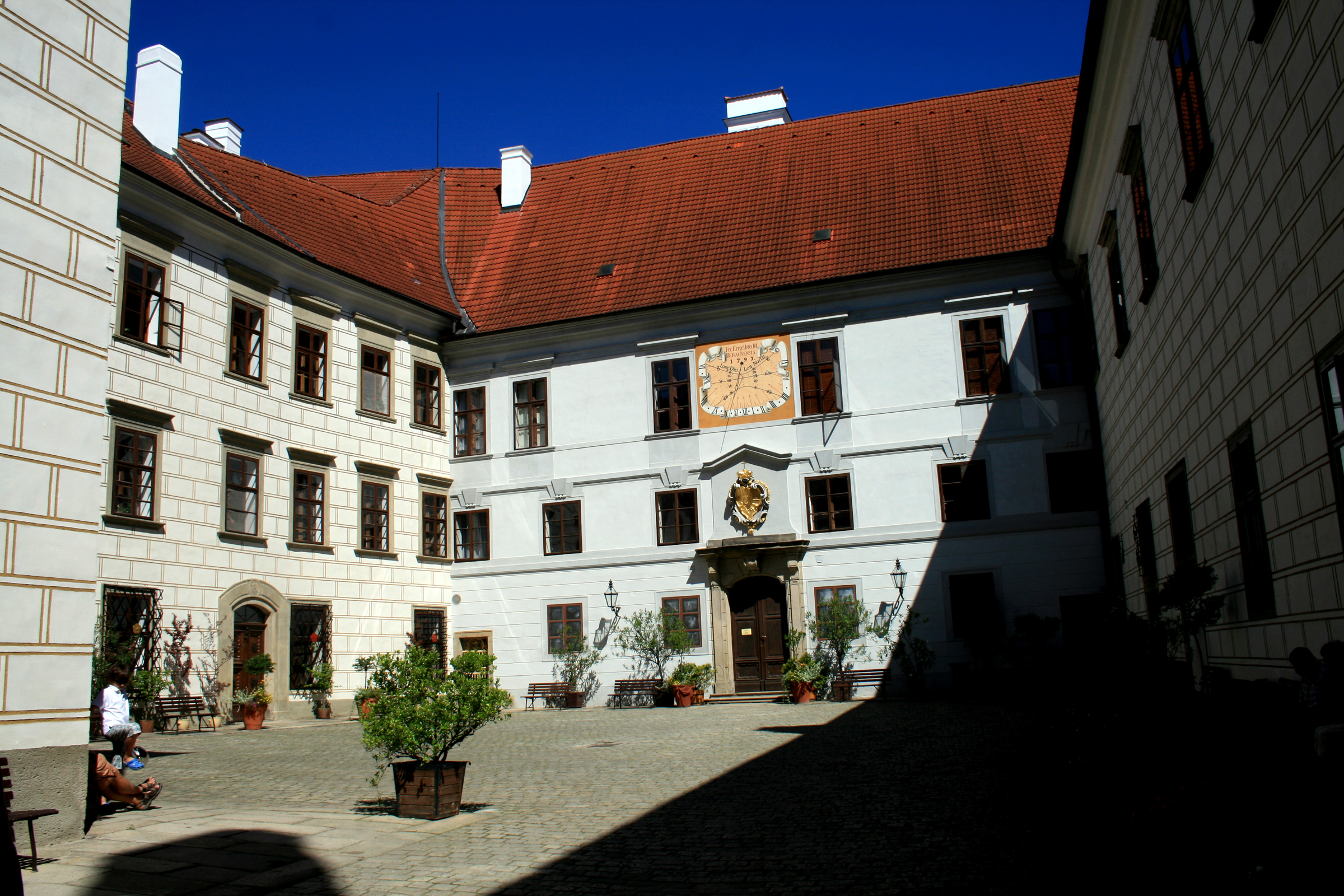
Zámecké nádvoří
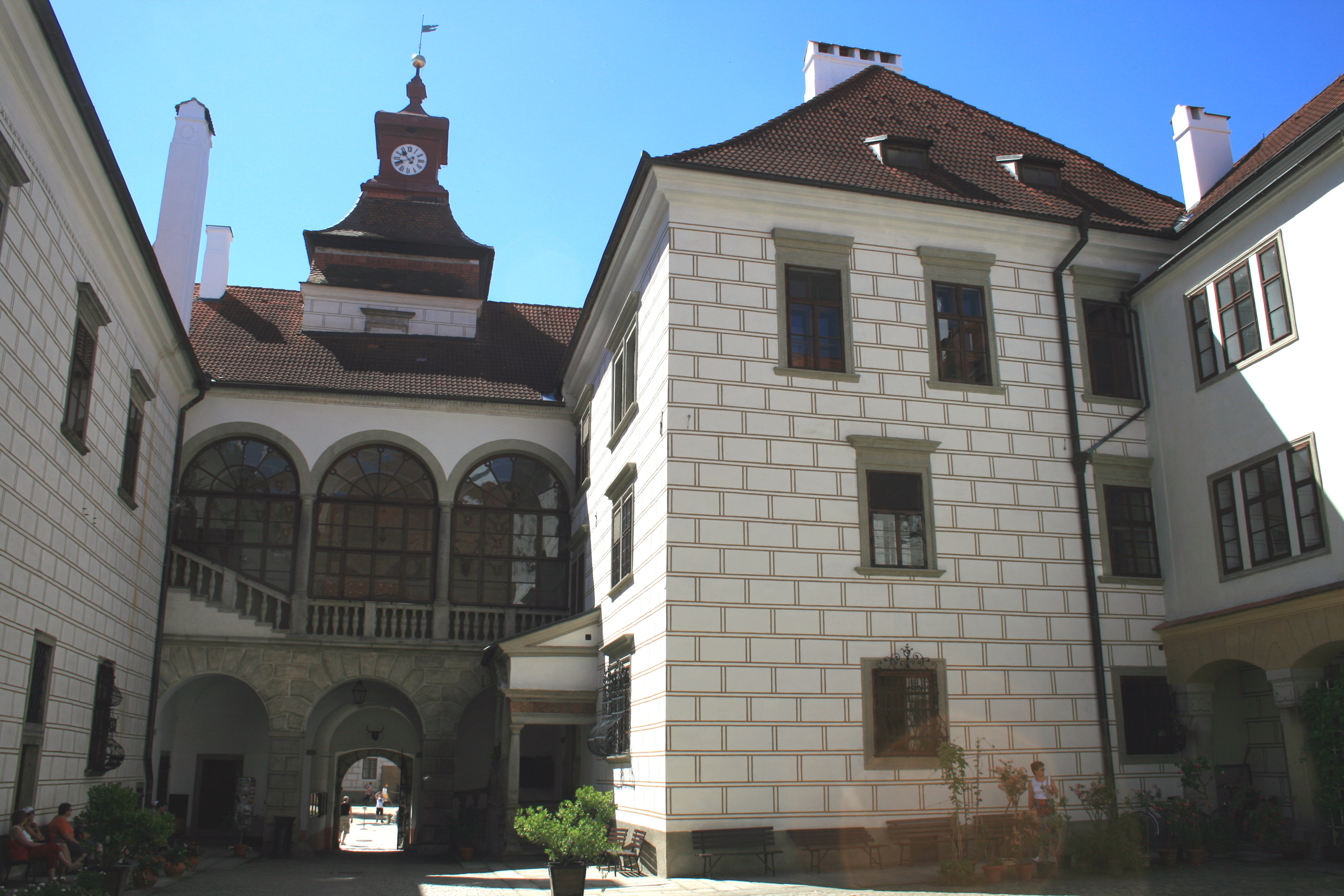
Zámecké nádvoří
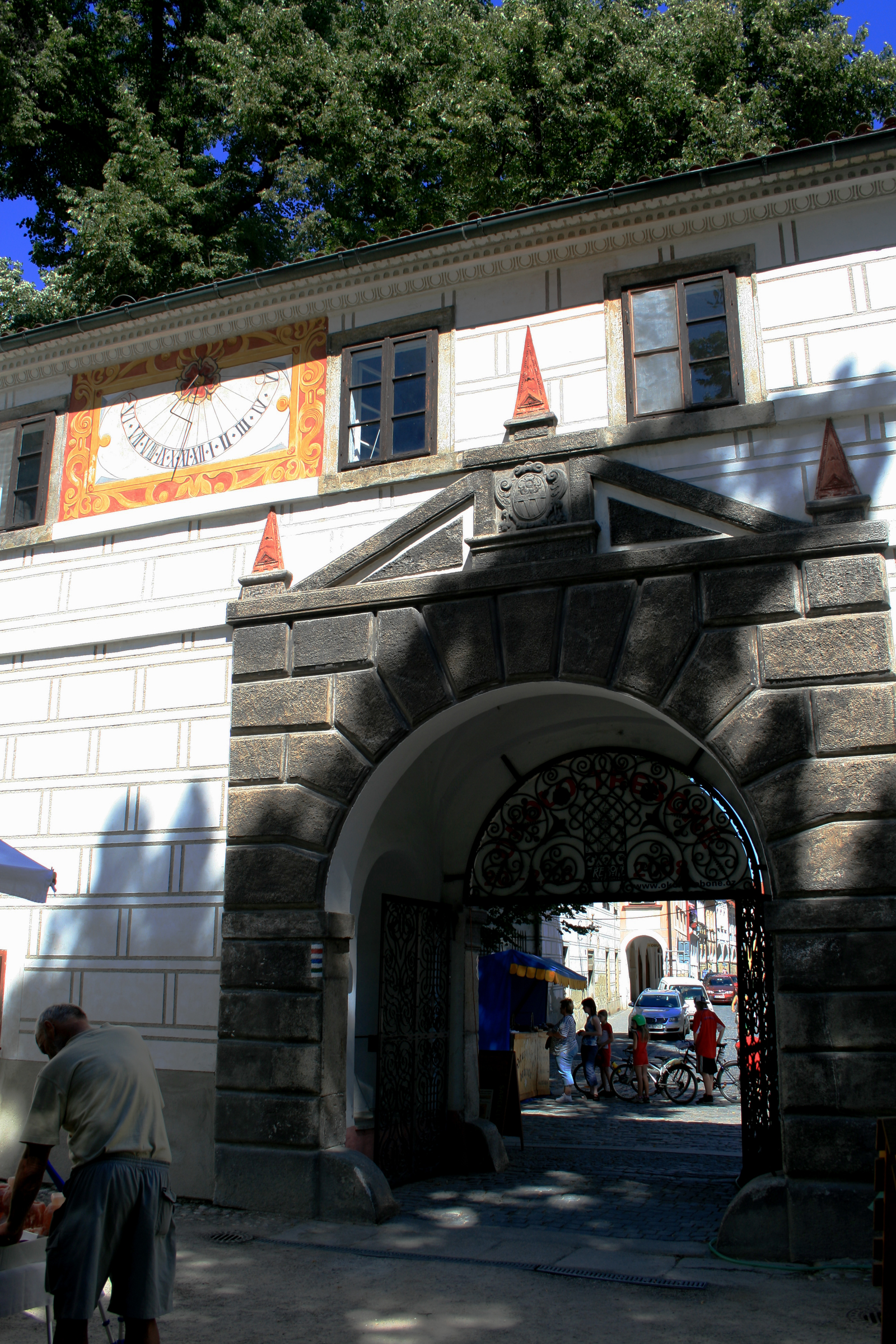
Severní brána
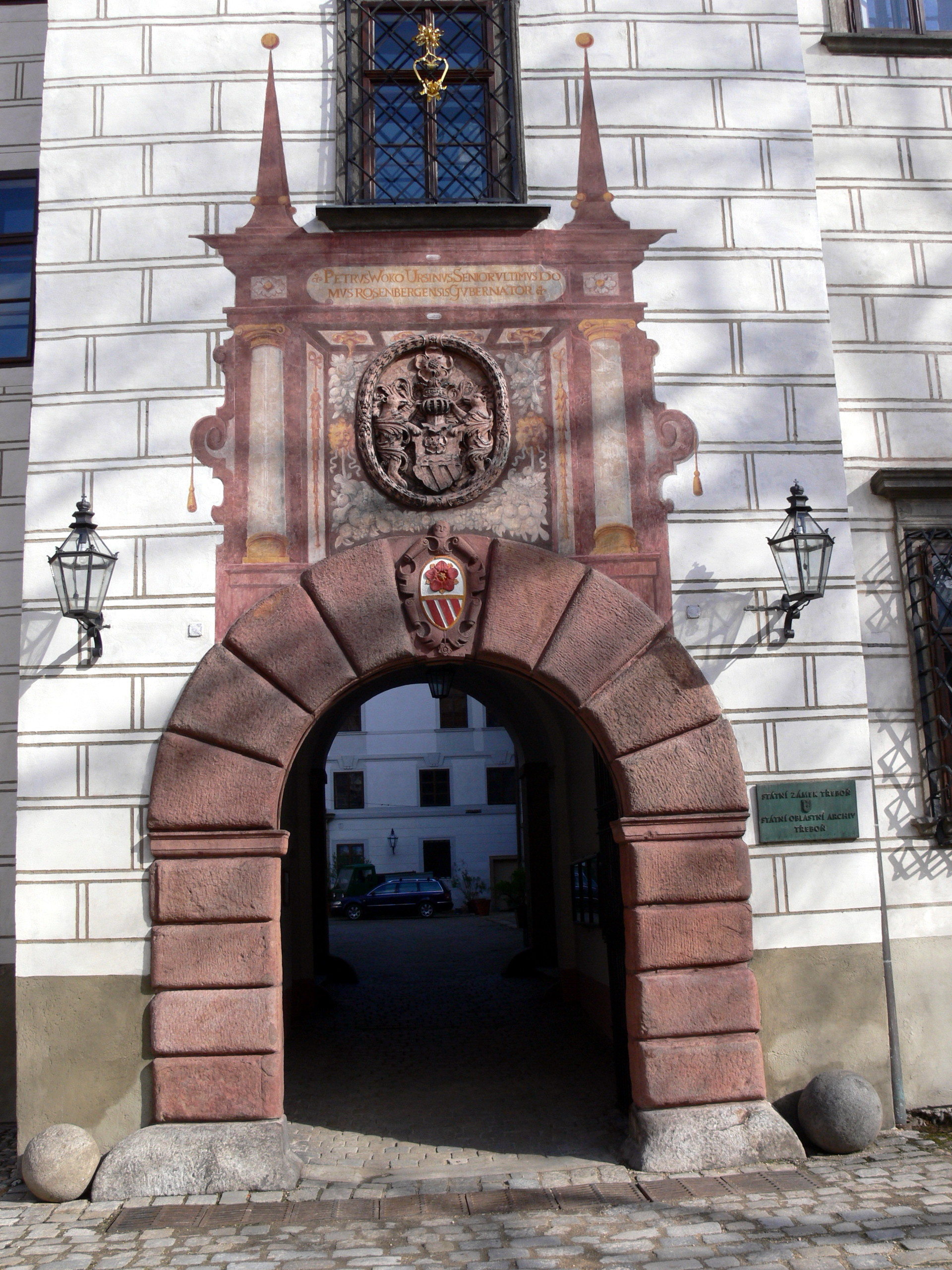
Rožmberská brána
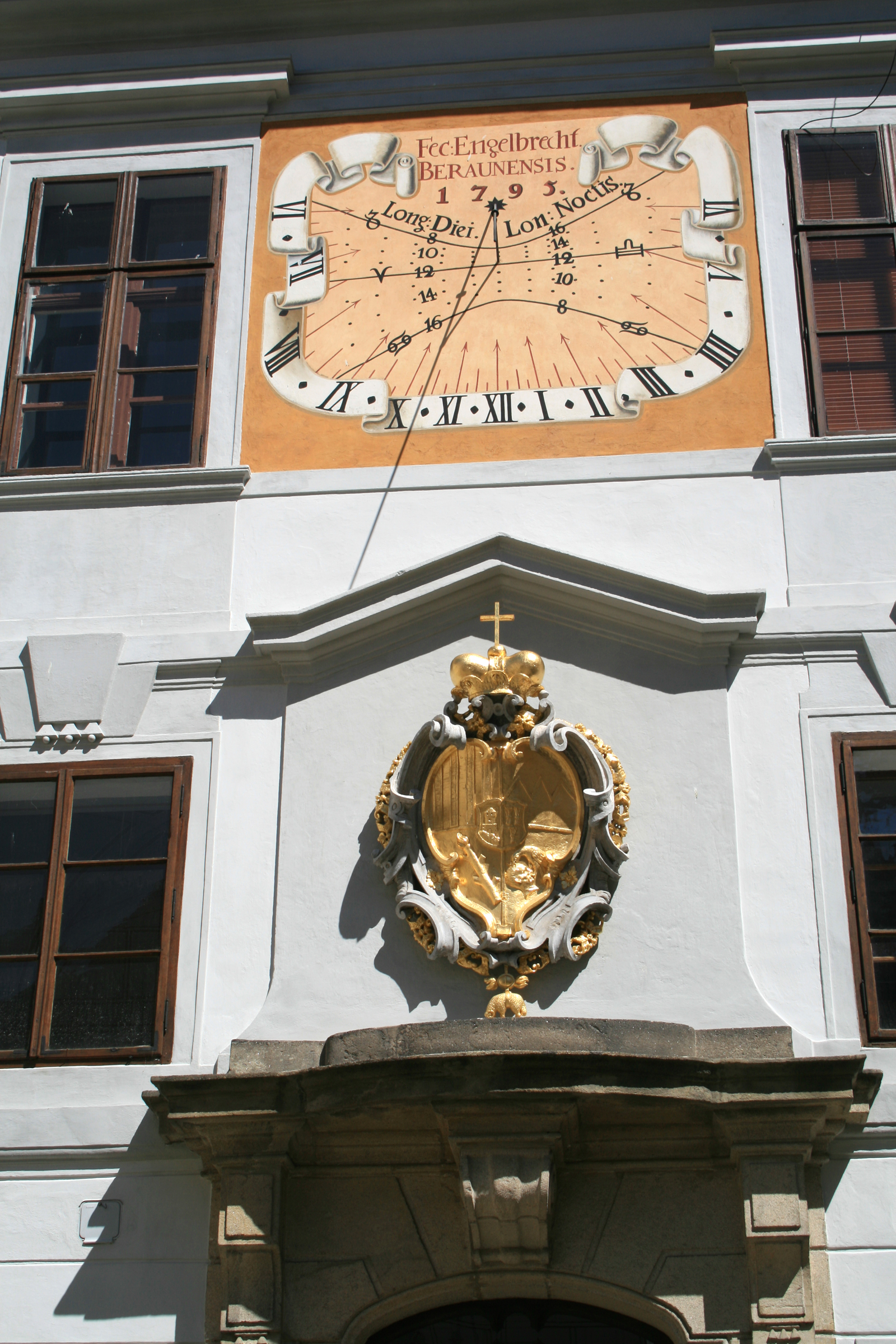
Schwarzenberský erb a sluneční hodiny nad vstupem do zámku
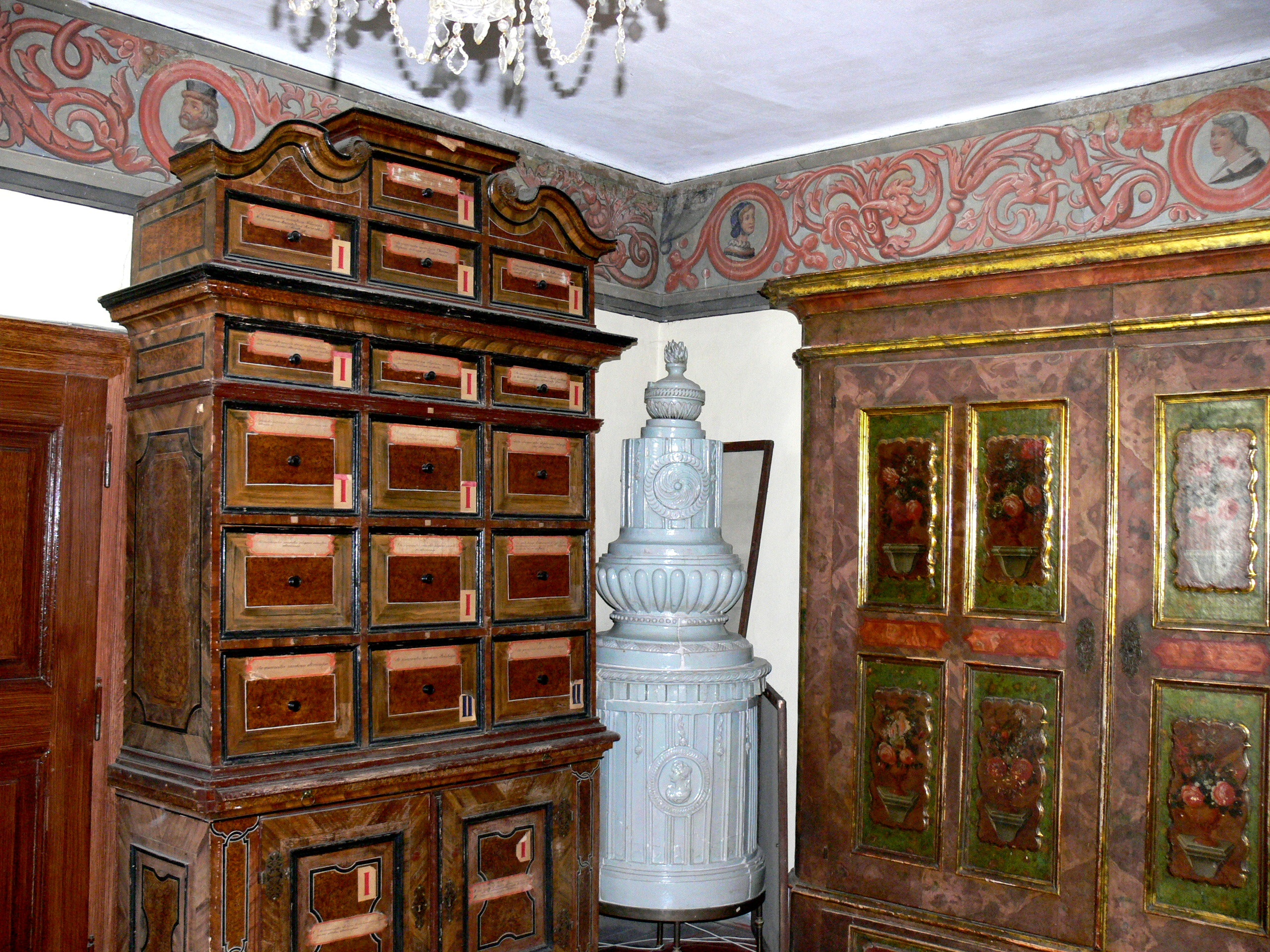
Interiér zámeckého archivu